# بخش مرکزی شهرستان رزن
بخش مرکزی، یکی از بخش‌های شهرستان رزن در استان همدان ایران است. مرکز این بخش، شهر رزن است.

## تقسیمات کشوری
- بخش مرکزی شهرستان رزن
  - دهستان رزن
  - دهستان خرقان

شهر: رزن

## جمعیت
بر پایه سرشماری عمومی نفوس و مسکن در سال ۱۳۹۵، جمعیت بخش مرکزی شهرستان رزن برابر با ۳۳٬۶۲۳ نفر بوده‌است.